# Asseclamyia sphenofrons
Asseclamyia sphenofrons är en tvåvingeart som beskrevs av Henry J. Reinhard 1956. Asseclamyia sphenofrons ingår i släktet Asseclamyia och familjen parasitflugor.
Artens utbredningsområde är Kalifornien. Inga underarter finns listade.